# Alcoxi

Exemple de grupări alcoxi

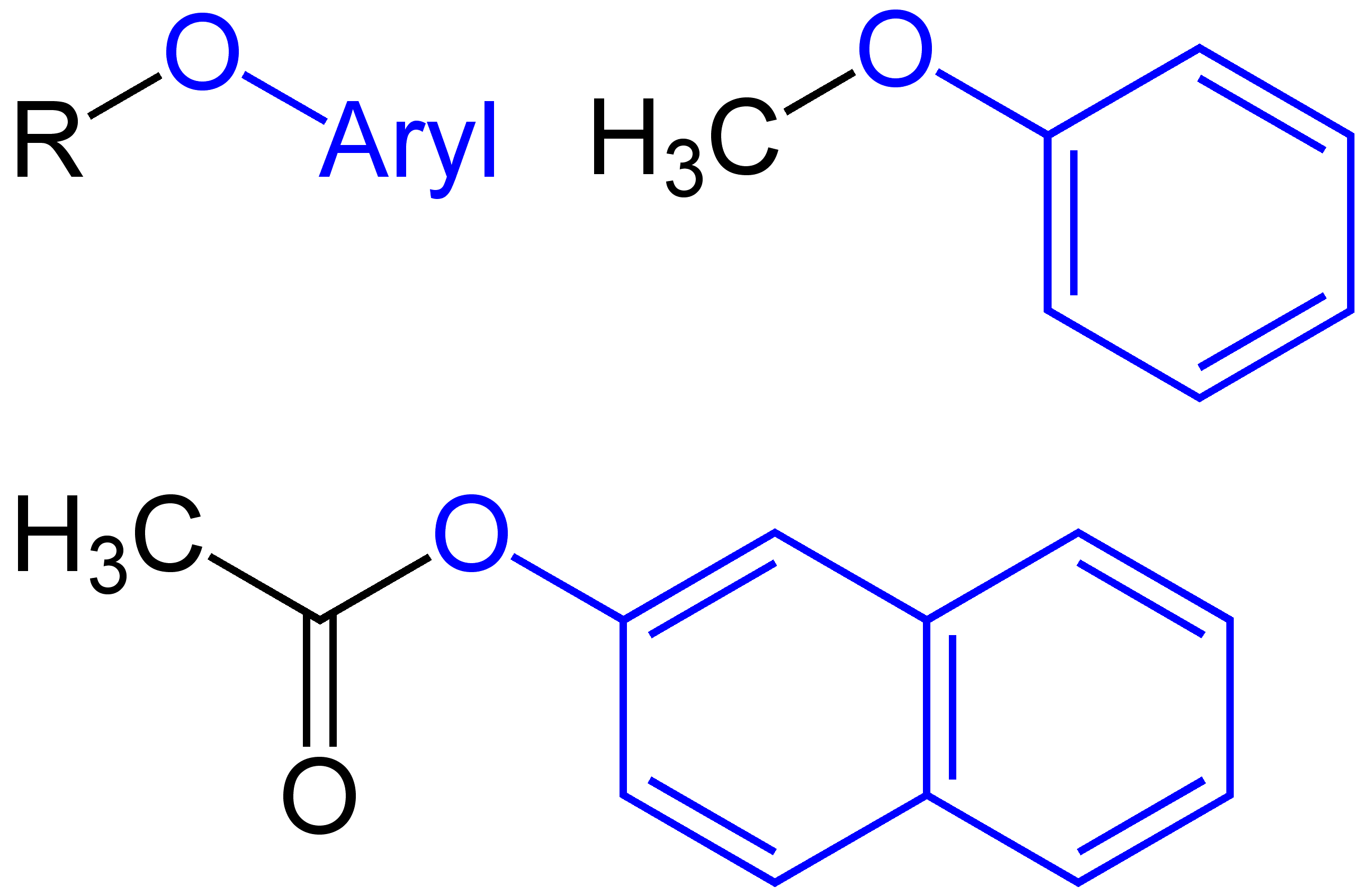
Exemple de grupări ariloxi

O grupă alcoxi sau un rest alcoxil este o grupă alchil legată de un atom de oxigen, cu formula generală R-O-. Cel mai simplu rest alcoxi este metoxi (CH3O–). Există astfel de grupe și legate de resturi aril, având denumirea de grupe ariloxi (de exemplu, fenoxi sau C6H5O–).
Prin legarea de atom de hidrogen, formează alcooli (R-OH), iar prin legarea altor resturi organice, formează eteri (R-O-R).